# Албион (Илиноис)
Албион (енгл. Albion) град је у америчкој савезној држави Илиноис. По попису становништва из 2010. у њему је живело 1.988 становника.

## Демографија
Према попису становништва из 2010. у граду је живело 1.988 становника, што је 55 (2,8%) становника више него 2000. године.
| Група             | 2000.         | 2010.         |
| Белци             | 1.904 (98,5%) | 1.925 (96,8%) |
| Афроамериканци    | 3 (0,2%)      | 6 (0,3%)      |
| Азијати           | 11 (0,6%)     | 6 (0,3%)      |
| Хиспаноамериканци | 11 (0,6%)     | 28 (1,4%)     |
| Укупно            | 1.933         | 1.988         |